# 志願役

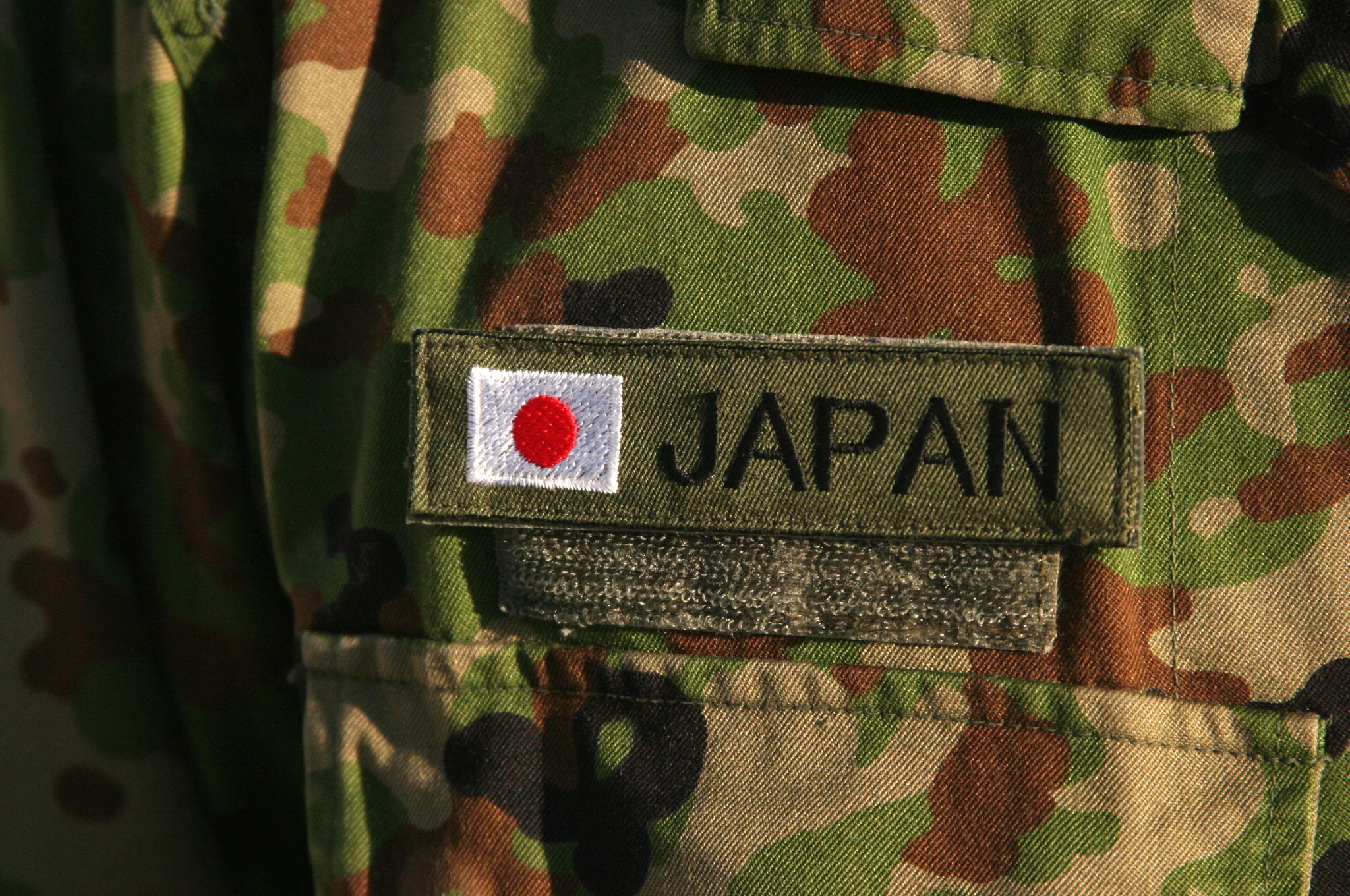
日本自衛隊採全志願募兵

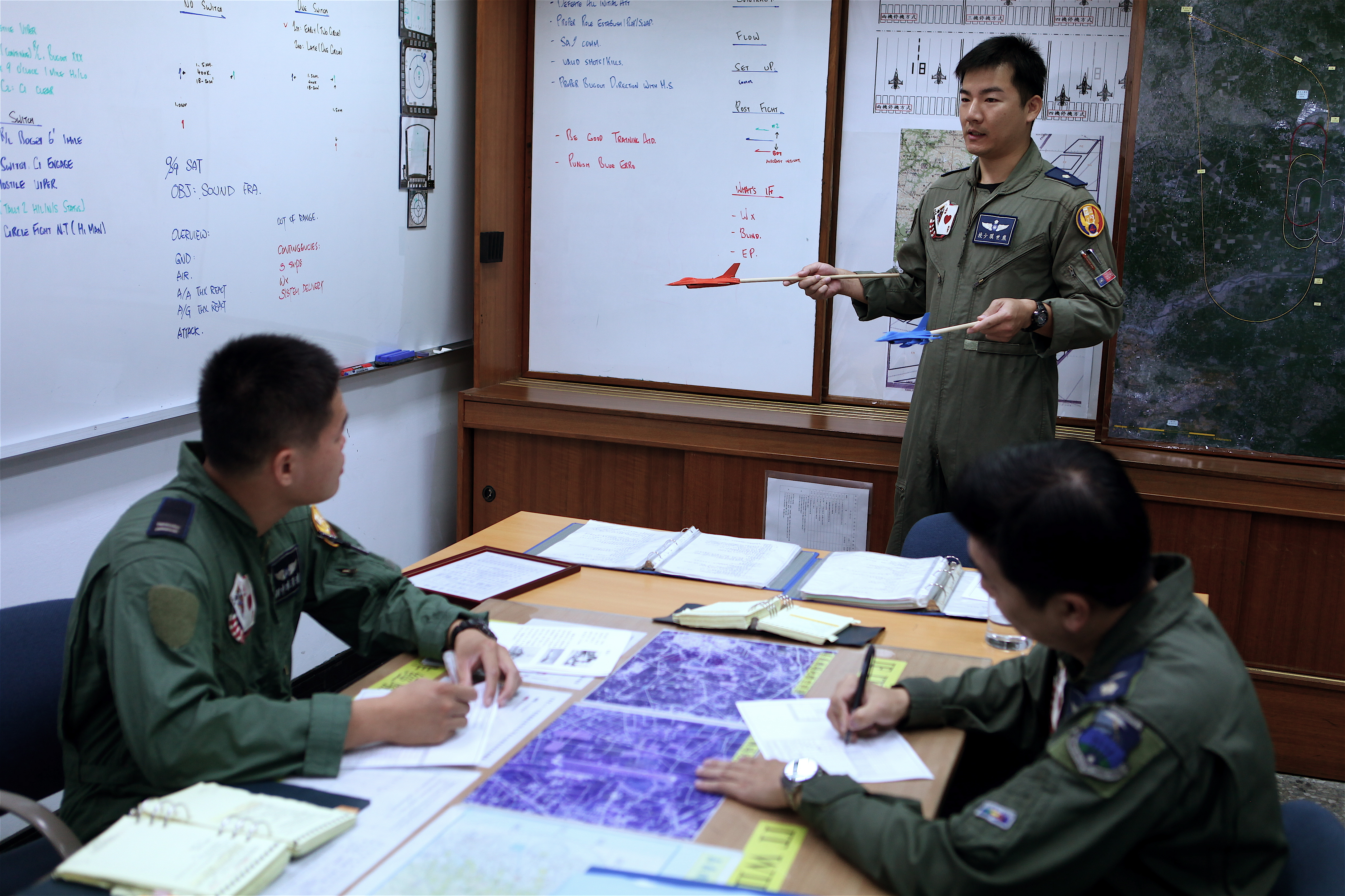
中華民國空軍的志願役飛官。中華民國國軍採志願和徵兵並行，高技術人員皆為志願役。

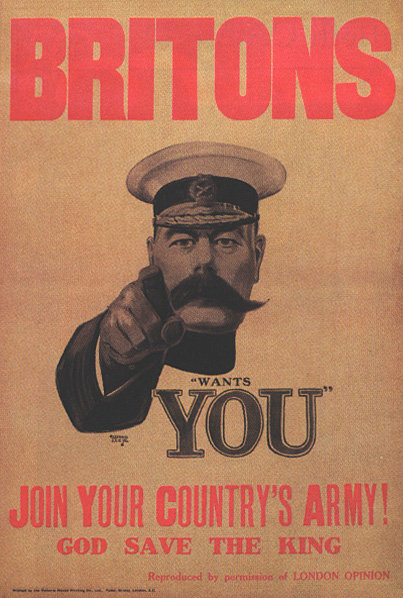
一战英军著名募兵海报“基奇纳伯爵需要你”

志愿兵役制或称志願役，又稱為募兵制，是指符合條件之人民志願投入軍隊，以軍人作為職業之授薪軍人。人民自願加入軍隊的原因眾多，可以是基於愛國、宗教意識、興趣或家庭因素等等，如義勇兵；或是純粹為報酬而參軍，例如傭兵。

## 義勇兵定義
完全實施志願役的國家，一般人民沒有接受軍訓，但在戰爭時期希望加入軍隊，以期保家衛國。
1. 人民感念國家恩惠，願意為國家作戰而不是因武力強迫（如安史之亂時各地的勤王軍）。
2. 有特定的政治軍事事件發生，人民志願從軍以應變（如討黃巾義軍）。
3. 人民自身所處環境受非常大的武力威脅，如果不從軍將無法維持現有安樂環境（如曾國藩的湘軍，或羅馬共和國執政官蓋烏斯·馬略加入羅馬軍團，以對抗北部的蠻族入侵的意大利城邦自由民）。
4. 人民受到特定宗教或政治人物或事件鼓動，志願從軍以達成理想（如十字軍、聖戰軍）。
5. 國家領土遭受到條約割讓，不想讓他國佔領之意圖與思想（如乙未戰爭）